# حولون
حولون (بالعبرية: חולון) هي مدينة إسرائيلية تقع بالجنوب من مدينة تل أبيب في فلسطين المحتلة، وهي جزء من منطقة تل أبيب الحضرية، تأسست حولون عام 1936 حيث تم توحيد 5 حارات يهودية جنوبي شرقي تل أبيب، وقد تم تسميتها نسبة إلى الرمال التي كانت تحيط بها. في عام 1950 تم إعلان حولون مدينة. في هذا العام ضمت الحكومة الإسرائلية إليها أراضي بعض القرى العربية التي كانت بجوارها والتي طُرد منها سكانها في خلال حرب 1948. على هذه الأراضي، التي كان معظمها يحتوي على بيارات، بنيت حارات سكنية جديدة.
حسب معلومات مركز الإحصائيات الإسرائيلي يسكن المدينة 165,900 ساكن.
في خمسينات القرن العشرين أقيمت منطقة صناعية كبيرة في ضواحي المدينة والتي أصبحت من أكبر المناطق الصناعية في إسرائيل.
في السنوات الأخيرة حاول رئيس البلدية تغيير طبيعة المدينة من مدينة عمال بسيطة إلى مدينة فيها معالم جاذبة وخصوصا بنسبة للأطفال. في ضمن هذه المبادرة أقيم في المدينة «متحف الأطفال» الذي يعرض معارض بشؤون علمية وثقافية، كذلك أقيم متحف الكاركاتير والكوميكس، تم إعادة بناء وتوسيع المكتبة البلدية، وأقيمت حدائق جديدة في أنحاء المدينة.

## المواصلات
تخدم مدينة حولون محطة سكة حديد حولون-ولفسون ومحطة سكة حديد تقاطع حولون التابعة لشركة السكك الحديدية الإسرائيلية.

## توأمة
لحولون اتفاقيات توأمة مع كل من:
- آنشان
- دايتون
- موندن
- كليفلاند
- سوريسن
- أوفييدو
- ميته

## أعلام
- عاصي عازر، مذيع تلفزيوني إسرائيلي
- ليور نركيس، مغني إسرائيلي
- بن سحر، لاعب كرة قدم إسرائيلي
- إيلونا فيهير، عازفة كمان مجرية إسرائيلية
- ديفيد بن دايان، لاعب كرة قدم إسرائيلي
- زالومون بيرنستاين، مواليد أوزاد، روسيا البيضاء، توفي في حولون، أرسام فرنسي-إسرائيلي
- عمر غولان، لاعب كرة قدم إسرائيلي

## معرض صور

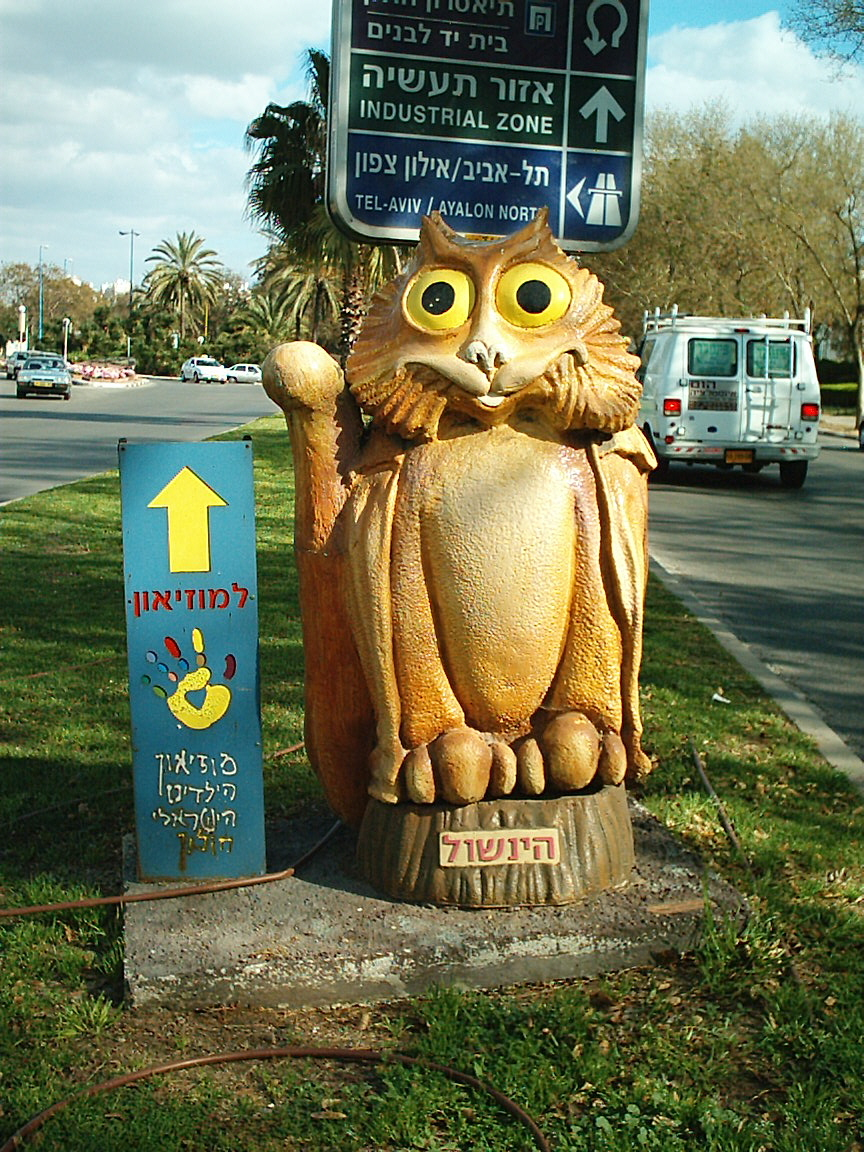
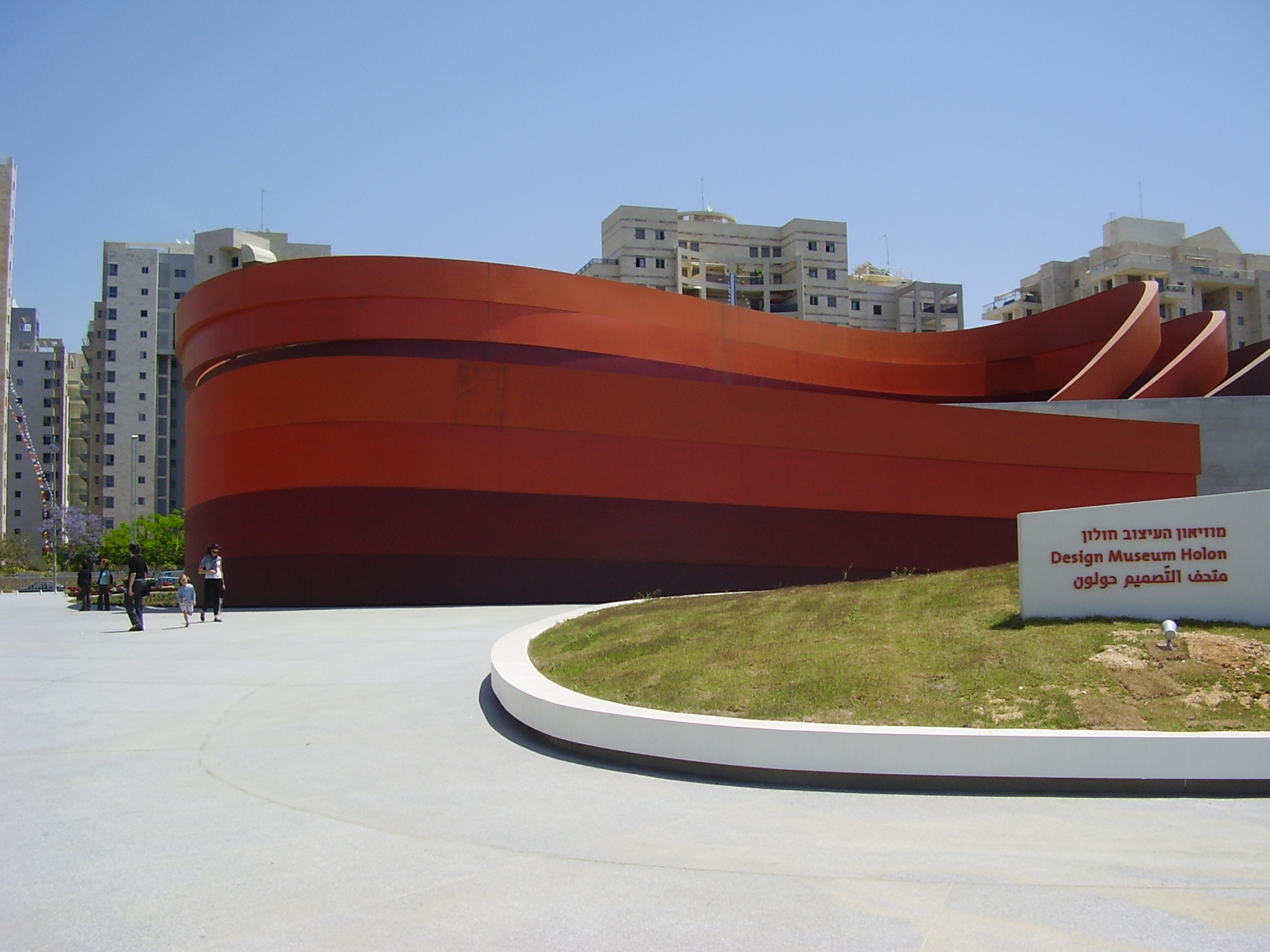
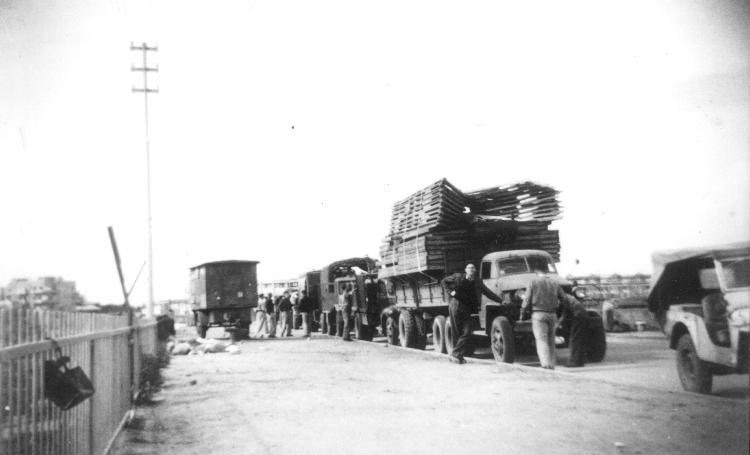